# Artéria etmoidal posterior
A artéria etmoidal posterior é um ramo da artéria oftálmica.